# 法輪功への迫害

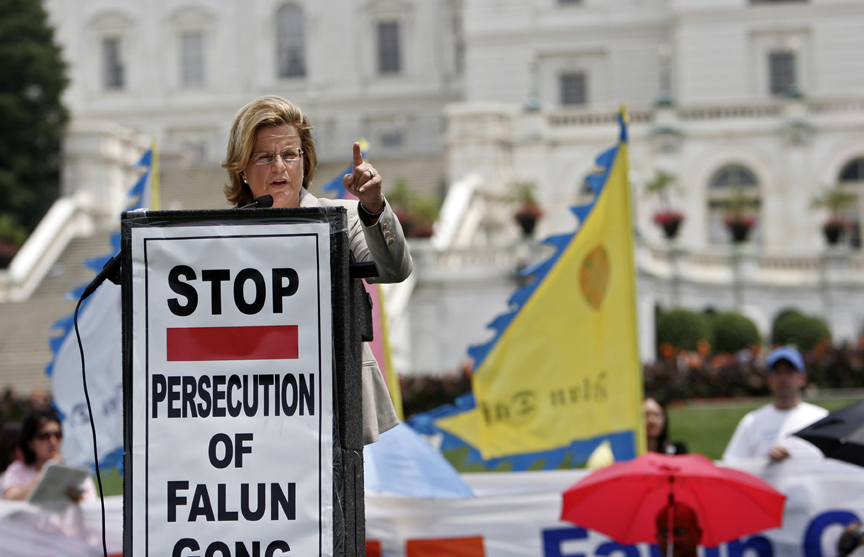
法輪功学習者に対する臓器収奪を非難する議会決議を共同提案したイリアナ・ロス・レイティネン議員がワシントンD.C.の集会でスピーチする様子

法輪功への迫害は、国家無神論を標榜する中国共産党（CCP）が中国で1999年に開始した法輪功の撲滅を目的とする政治運動である。全面的なプロパガンダ、強制的な思想転換とそれに伴う「再教育」、恣意的な逮捕、強制労働、肉体的拷問など、さまざまな強制措置を特徴とし、時には死に至ることもある。
法輪功は当時中国で見られた「気功ブーム」の中で、緩慢な動作と座禅、道徳的な教えを含む気功として、1992年5月に吉林省長春で李洪志によって紹介された。法輪功は大衆の中で「非政治的な気功運動クラブ」と見られていたが、法輪功を学習する人が7000万人を超えたことなどを警戒した中国共産党は1999年7月20日、法輪功への撲滅運動を開始した。
迫害を主導するため、610オフィスと呼ばれる超法規的な組織が作られた。当局は、国営メディア、司法、警察、軍隊、教育、家庭、職場などを動員し、テレビ、新聞、ラジオ、インターネットを通じた大規模なプロパガンダを行った。組織的な拷問、違法な投獄、強制労働、臓器摘出、法輪功への信念の放棄を目的とした精神的虐待などが報告されている。
海外の研究者の推測によると、数十万から数百万の法輪功学習者が信念の放棄を拒否したために、強制収容所や刑務所に収監された。元囚人の報告によると、法輪功学習者は強制収容所で常に「最も長い刑期と最もひどい扱い」を受けており、一部の施設では、法輪功学習者が収容者の大部分を占めていた。2009年の時点で、少なくとも2000人の法輪功学習者が拷問により死亡した。一部の国際的なオブザーバーと司法当局は、法輪功に対する政治運動を大量虐殺（ジェノサイド）と表現している 2009年、スペインとアルゼンチンの裁判所は、法輪功弾圧を指揮した中国の高官を、ジェノサイドと人道に対する罪で起訴した。
2006年、中国の臓器移植産業に臓器を供給するため、多くの法輪功学習者が殺害されたという疑惑が浮上した。初期に行われた調査では「2000年から2005年までの6年間に行われた移植のうち、4万1500件の臓器の出所が説明できない」とし、「法輪功学習者から強制的で、大規模な臓器収奪が行われ、現在も続いている」と結論づけた。ジャーナリストのイーサン・ガットマンは、2000年から2005年にかけて65,000人の法輪功学習者が臓器のために殺されたと推定している。その後の調査で、臓器収奪された可能性のある法輪功学習者の数の推定値は大幅に引き上げられた。2008年、国連の特別報告者は、「中国政府は、法輪功学習者から生命維持に必要な臓器を奪った疑惑と、2000年以降、中国で急増している臓器移植のための臓器の供給源について十分に説明すること」を改めて要請した。

## 背景

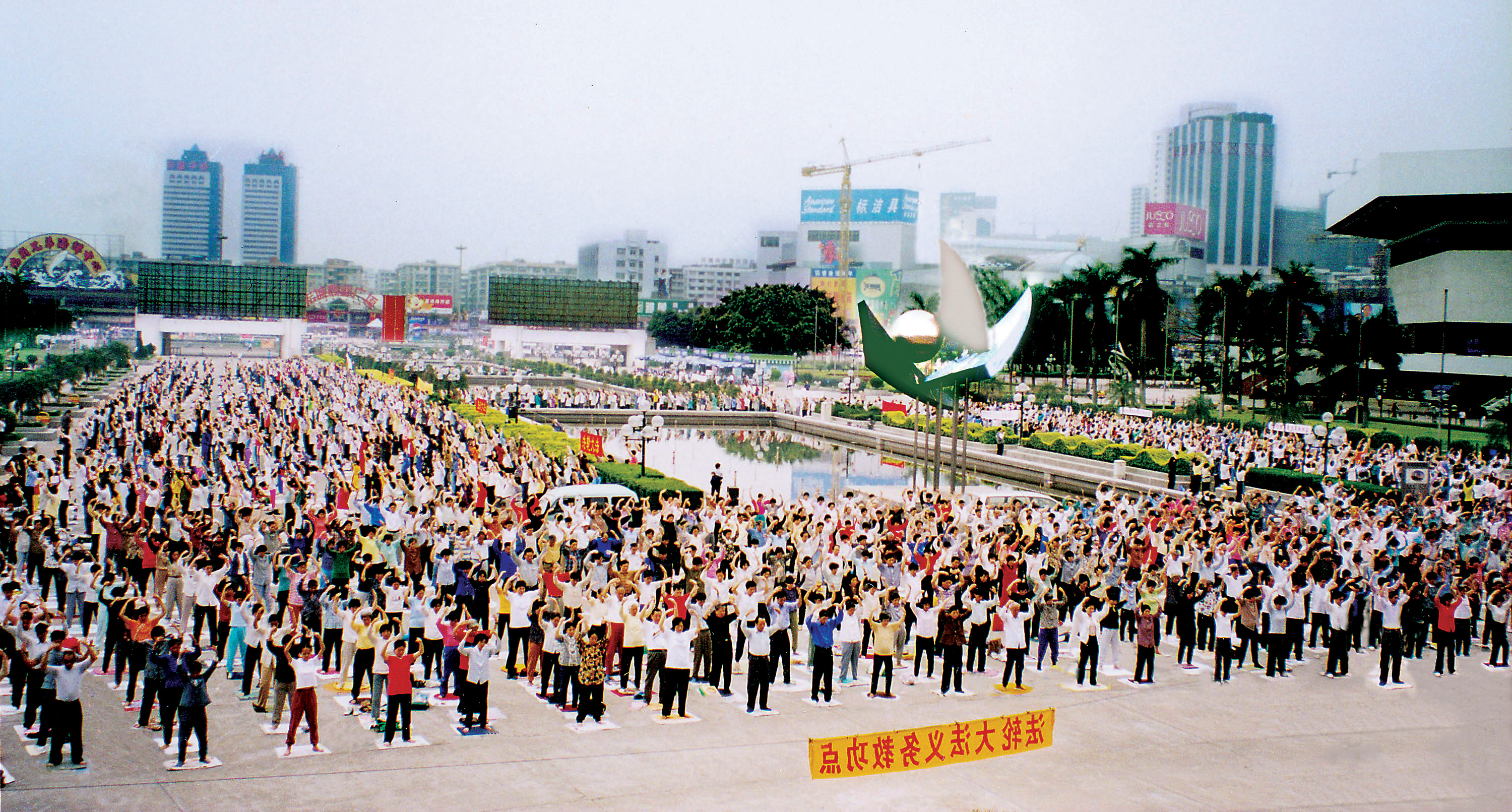
広州の朝の風景。横断幕には「法輪大法無料練習場」と書かれている。大規模な集会を中国政府は警戒した

法輪功（ほうりんこう、ファールンゴン、拼音: Fǎlún Gōng）は、法輪大法（ほうりんたいほう、ファールンダーファー）とも呼ばれ、緩慢な動作と座禅、そして学習者の日常生活を導く一連の道徳的な教えを含む中国気功の一つであるその核心にあるのは「真・善・忍」という基本的な理念である
法輪功は、中国の「気功ブーム」が終わろうとする1992年春に中国東北部で李洪志によって伝えだされた。当初、国営の気功協会やその他の政府機関は法輪功を奨励していた。しかし、1990年代半ばになると、中国当局は気功の影響力を抑えようとし、国内の様々な気功に対して厳しい条件を課すようになった。1995年、当局はすべての気功団体に共産党支部の設立を義務付け、法輪功に対してもコントロールを強化しようとした。法輪功はそれに反発し、気功協会からの脱退を申し入れた。
政府との関係を断ったことで、法輪功に対する公安部や宣伝部の批判や監視が強まった。1996年7月には法輪功の書籍の出版が禁止され、国営の報道機関は法輪功を「封建的な迷信」の一種であると批判し始めた
1990年代後半になると緊張はさらに高まり、1999年に行われた調査では、中国で法輪功を学習する人が7,000万人にのぼることが明らかにされ、その規模や独立組織としての能力を警戒する人が増えていった。
1999年4月22日、天津市で平和的な座り込みをしていた数十人の法輪功学習者が殴打され、逮捕された 。学習者は、逮捕命令は公安部からのもので、北京当局の承認がなければ釈放されないと聞かされた。 
4月25日、1万人以上の法輪功学習者が北京市の中南海にある政府機関の近くに集まり、天津市の学習者の釈放と、法輪功学習者に対する嫌がらせの中止を平和的に求めた。これは法輪功学習者が国の指導者に救済を求めようとしたものであった。彼らは「非常に静かで礼儀正しくはあるが、今後このように不当に扱われることのないよう明確にさせたい」と述べた。中南海での大規模な集会は中国史上初めてであり、北京での抗議活動としては1989年の天安門事件以来最大のものであった。数名の代表者が当時の首相と面会した。朱鎔基は政府は法輪功に反対していないと断言し、天津の学習者の釈放を約束した。学習者は集会が成功したと信じて平和的に解散した。
しかし一方で、治安を主管する政治局の羅幹は、中国共産党総書記の江沢民に、法輪功問題の解決策を求めた。

## 中国全土に広がった迫害
1999年4月25日夜、江沢民総書記は、法輪功を打ち倒す意思を示す書簡を出した。その中で、法輪功が共産党員の間で人気を博していることに警鐘を鳴らした。江は中南海の抗議を「1989年『 6月4日』の政治的混乱以来最も深刻な政治的事件」と呼んだ。
江はさらに、1999年6月7日の政治局会議で、法輪功は中国共産党の権威に対する重大な脅威であり、「建国以来の50年間、前例のないことだ」と述べた。また、「（法輪功を）消滅させる周到な準備をする」ためのハイレベルの委員会の設立を指示した 弾圧の噂が中国全土に広がり、それに対し抗議活動や署名活動が行われた一方、政府は公には噂を否定し、「気功の活動を禁止したことはない」と発表した。
1999年7月20日午前0時過ぎ、中国各地で数百人の法輪功学習者が自宅から連行された。逮捕者数の推定値は数百人から5600人以上まで様々である。香港の新聞は弾圧の最初の週に5万人が拘束されたと報じた。北京では法輪功の連絡人4人が逮捕され、「国家機密漏洩」の容疑で短期間のうちに裁判にかけられた。公安当局は、教会や寺院、モスク、新聞、メディア、裁判所、警察に法輪功を排除するよう命じた。国営新聞は社説で法輪功を放棄するよう強い口調で促し、特に共産党員は無神論者であり、「法輪功を続けることで迷信的になってはならない」と強調した。

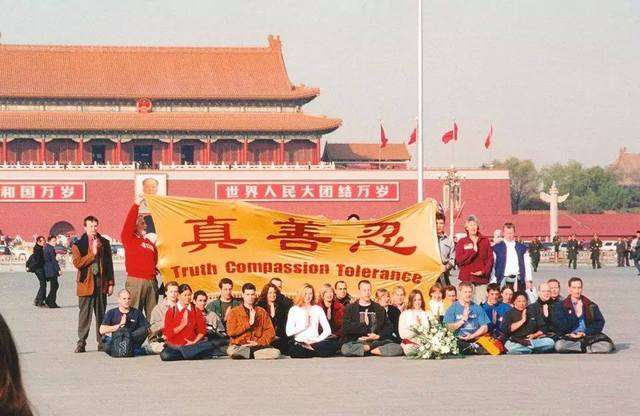
天安門広場で迫害の終結を訴える法輪功学習者

## 法的および政治的メカニズム

### 610オフィス
1999年6月7日に開かれた政治局会議での江沢民の指示に従い、6月10日、法輪功弾圧を担当する治安機関「610オフィス」が設立された。 この組織は超法規的な存在であり、具体的な任務を記述した規定はない。UCLAのジェームズ・トン教授によると、オフィスの任務は「中央と地方、党と国の機関に対応すること。これらの機関はオフィスと緊密に連携して行動するよう求められた」。610オフィスのトップは「政府と党のトップに要求し、その組織的資源を利用することができる」とされ、共産党総書記や総理と個人的に接触することができた。
610オフィスは中国共産党の政治局または政治局常任委員会の高位のメンバーによって率いられ、党の政法委員会と密接な関係がある。中央の「610オフィス」が設立された後すぐに、省、地区、市、時には町内会レベルを含め、各行政レベルで地方支部が設立された。大企業や大学の中に「610オフィス」が設置されることもある。
610オフィスの主な職務は、反法輪功のプロパガンダの統率、監視と情報収集、法輪功学習者の処罰と「再教育」などである。同オフィスは、法輪功学習者への超法規的な判決、強制的な再教育、拷問、殺害にかかわっていると報じられている。
法輪功弾圧の報道でピューリッツァー賞を受賞したジャーナリストのイアン・ジョンソンは、「610オフィスの仕事は、国内の機動的な組織を動員することだった」と書いている。「教会や寺院、モスク、新聞、メディア、裁判所、警察などがすぐに、政府の『法輪功を潰すために、どんな過剰な手段も辞さない』との命令にしたがった」

## プロパガンダ

### キャンペーンの開始
法輪功弾圧の重要な要素の一つとして、法輪功とその学習者を名誉を誹謗し、悪者に仕立てるプロパガンダ活動が行われた。
取り締まり開始から1ヶ月の間に、国営の主要新聞に法輪功を攻撃する記事が300～400本掲載され、ゴールデンタイムのテレビでは法輪功の暴露話とされるものが繰り返し放送され、異なる見解が放送されることはなかった。一連のプロパガンダは、法輪功が社会の安定を危うくし、人を騙す危険な存在であり、「反科学」で進歩を脅かしているという宣伝に焦点を当て、法輪功の世界観がマルクス主義の社会倫理と相容れないことを主張した。
数ヶ月間、中国中央テレビ（CCTV）の夕方のニュースはほぼすべての時間を、反法輪功のプロパガンダに使った。中国問題専門家のダニエル・ライトとジョセフ・フュースミスはこれを「全面的な悪魔化」と指摘した北京日報は法輪功を「街に出たネズミは袋叩きにあう」と例え、ある政府関係者は法輪功を「根絶」するには「長期的で複雑かつ厳しい」闘いになると述べた
プロパガンダは当初、法輪功の世界観は「科学と共産主義に完全に対立する」と主張した。人民日報紙は1999年7月27日、法輪功との戦いは「有神論と無神論、迷信と科学、唯心論と唯物論の戦いである」と主張した。他の社説は、法輪功の「唯心論と有神論」は「マルクス主義の基本的な理論と原則に相反する」とし、「（法輪功が）説く『真・善・忍』の原則は、我々が達成しようとしている社会主義の倫理的、文化的進歩とは何の共通点もない」とした法輪功を弾圧することは、中国社会における共産党の「指導的役割」を維持するために必要なステップであると提示された
弾圧の初期、夕方のニュースで、大量な法輪功の資料が粉砕されたり焼却されたりする映像が流された。10日目の7月30日までに、新華社は、100万冊以上の法輪功の書籍やその他の資料が没収され、数十万冊が焼却・破壊されたと報じた。
1999年7月以降、法輪功に対する公的な中傷はますますエスカレートし、法輪功が外国の「反中」勢力と共謀しているという内容に拡大した。中国国内のメディアは、法輪功が社会に害を与える「異常」な宗教活動であり、狂気、死、自殺につながる危険な「迷信」であるとしたこれらのメッセージは、国営や非国営のメディアを通じて伝えられ、さらには職場や、各レベルの共産党組織を通じて浸透した。
ハーバード大学の歴史学者エリザベス・ペリーは、攻撃のパターンは「1950年代の反右派闘争と、1980年代の精神汚染一層運動に似ていると書いている[文化大革命の時と同様に、共産党は街頭での集会から、遠隔地の気象局などの政府機関での会議まで、あらゆる場所で法輪功を糾弾した。地方政府当局は中国全土で「学習・教育」プログラムを実施し、幹部たちは村人の自宅を訪問して「法輪功の害を分かりやすく説明した」。

### 「カルト」のレッテル
党の努力にもかかわらず、法輪功に対する最初のプロパガンダは、弾圧に対する民衆の広範な支持を引き出せなかった。そして3ヶ月後の1999年10月、最高人民法院は法輪功を「邪教」とする司法解釈を発表した。中国語で「邪教」の広義の意味は「非主流派の宗教」であるが、反法輪功のプロパガンダでは、「カルト」または「邪悪なカルト」として表現され広められた。「邪教」という用語は共産中国では共産党の権威に服従しない宗教団体に用いられる トロント大学の教授ジュリア・チンは、「邪教」というレッテルは無神論者の政府によって「いかなる宗教的権威ではなく、政治的前提で」定義されたものであり、過去の逮捕や投獄を正当化するために当局によって使われたと書いている。
作家でジャーナリストのイアン・ジョンソンは、政府が法輪功に「カルト」というレッテルを貼ることで、弾圧を「欧米の反カルト運動の正当性を利用して隠蔽した」と論じたデービッド・オウンビーも同様に、「法輪功のカルト性をめぐる問題は、最初から真っ赤な嘘だった。中国政府が法輪功の魅力を消すために巧妙に利用したものだ」と述べた。ジョン・パワーズとメグ・リーによると、大衆は法輪功を「非政治的な気功運動クラブ」と見ており、政府への脅威とは見なされていなかった。そのため、法輪功弾圧の最も重要な戦略は、法輪功を「邪悪なカルト」「迷信」など「負の宗教的レッテル」に再分類することだった この再分類の過程で、政府は「中国の政治史において、準宗教的カルトが歴史的に社会不安をもたらしたことによる負の感情の蓄積」を利用しようとした。
中国政府は海外でも同様の宣伝を行ったが、総じて西側の政府から非難されている。一例として2006年、政府機関であるカナダ・ラジオテレビ通信委員会は、中国中央テレビ（CCTV）の反法輪功放送を問題視し、「法輪功とその創始者である李洪志に対する極端な悪意の表現である」と指摘した。「このような表現によって助長される嘲笑、敵意、罵倒は、対象となるグループや個人を憎悪や軽蔑にさらす可能性があり、...暴力を扇動し、法輪功学習者の身体的安全を脅かす可能性がある」と危惧した

### 天安門広場焼身自殺事件
2001年1月23日、天安門広場で5人が焼身自殺した。これは中国政府の法輪功対策の転機となった。中国政府は、直ちに彼らを法輪功学習者と断定し、メディアには生々しい映像と新たな非難の言葉が溢れた。焼身自殺は法輪功の「危険性」を示す証拠として、政府の法輪功弾圧を正当化するために利用された。
法輪功の関係者は、法輪功の教えが暴力や自殺を明示的に禁じていることを指摘し、政府の論調に異議を唱えた。一部の欧米のジャーナリストや学者も、政府の説明に矛盾があり、法輪功の信用を落とすための自作自演の可能性があると指摘した 。政府は独立した調査を許可せず、欧米のジャーナリストや人権団体が関係者と面会することも拒否した。しかし、焼身自殺事件の2週間後、ワシントンポスト紙は、自殺者2人の身元に関する調査を発表し、誰も（彼らが）法輪功を練習しているところを見たことがない」と報じた。
法輪功への国民の共感は、事件後の一連のプロパガンダによって失われていった。タイム誌が指摘したように、事件前は多くの中国人が、法輪功は脅威ではなく、弾圧は行き過ぎだと感じていた。しかし、焼身自殺事件の後、プロパガンダは大きく功を奏するようになった。法輪功の悪影響を伝えるポスターやチラシ、ビデオが作られ、学校では定期的に反法輪功の授業が行われた。 CNNは、政府のプロパガンダ活動を朝鮮戦争や文化大革命などの過去の政治運動と比較した。中国の世論が反法輪功に傾くと、中国当局は法輪功を排除するための「組織的な暴力の使用」を公認するようになった。この事件の翌年以降、法輪功学習者への投獄、拷問、死亡が大幅に増加した。

## 検閲

### 外国人記者クラブへの干渉
中国の外国人記者クラブは、政府の法輪功取り締まりを報道した会員が「尾行、勾留、尋問、脅迫」を受けたと訴えた。1999年10月の秘密の法輪功記者会見を報道した外国人ジャーナリストは、中国当局から「違法な報道」で告発された。ロイター、ニューヨーク・タイムズ、AP通信、その他多くの機関のジャーナリストは、警察に尋問され、自白書に署名させられ、一時的に労働許可や滞在許可を取り消された また、テレビの衛星放送が中国中央テレビを経由する際に妨害されたと記者たちは訴えていた。アムネスティ・インターナショナルは、「弾圧について発言したり、インターネットで情報を提供したりしたために、多くの人が実刑判決を受けたり、長期間の行政拘禁を受けたりしている」と述べている。
2002年の国境なき記者団の中国に関する報告によると、外国メディアで働く写真家やカメラマンは、多くの法輪功学習者が声をあげていた天安門広場やその周辺での活動を禁じられた。1999年7月以降、少なくとも50人の国際報道機関の記者が逮捕され、警察に殴られた人もいた。また、何人かの法輪功学習者が外国人ジャーナリストと話したことで投獄されたという。北京のウォールストリートジャーナル特派員であるイアンジョンソンは、一連の記事を書き、2001年のピューリッツァー賞を受賞した。記事を書いた後、ジョンソンは北京を去ったが、受賞後「（もしそのまま北京にいたら）中国の警察は私の北京での生活を不可能にしただろう」と述べた。
法輪功に関する報道規制は、報道機関全体に及んだ。2001年3月、タイムアジアは香港の法輪功についての記事を掲載した。この雑誌は中国本土の本棚から下ろされ、二度と販売できないと脅された。このような厳しい報道環境により、2002年までに、法輪功の身柄拘束による死亡者数が増加したにもかかわらず、中国国内の迫害に関する欧米の報道はほとんどなくなった。

### インターネット検閲
法輪功に関連する用語は、中国のインターネット上で最も厳しく検閲されているトピックの一つであり 、中国で法輪功に関する情報をダウンロードしたり、オンラインで流したりすると、投獄される危険性がある。
中国当局は、1990年代半ばには早くも海外のウェブサイトのフィルタリングやブロックを開始し、1998年には公安部がネット上の通信を監視・制御する「金盾プロジェクト」の計画を策定した。1999年の法輪功弾圧を契機に、当局はより厳格な検閲・監視技術を開発するようになった。当局はまた、ネット上のさまざまな言論を犯罪として取り締まるようになり、2000年に可決された中国初のインターネットコンテンツに関する規制では、「社会の安定を損なう」、「国家の名誉と利益を傷つける」、「国家の宗教政策を損なう」、「封建的な」信仰を説く情報を発信することを違法とし、これは法輪功への暗黙の言及である。
同年、中国政府は法輪功学習者を追跡したり、法輪功に関するニュースや情報へのアクセスを遮断するための監視・検閲ツールの開発を欧米企業に依頼した。シスコやノーテルなどの北米企業は、法輪功の摘発に効果があることをアピールして、中国政府にサービスを売り込んだ。
中国政府と軍は、国内でのインターネット検閲に加えて、アメリカやオーストラリア、カナダ、ヨーロッパの法輪功のウェブサイトを攻撃している。中国のインターネット環境を研究するイーサン・ガットマンによると、中国が最初に行ったサイバー攻撃は、海外の法輪功サイトに対するものだった。
2005年、ハーバード大学とケンブリッジ大学の研究者は、法輪功に関連する用語が中国のインターネット上で最も厳しく検閲されていることを明らかにした。中国の検閲と監視に関する他の研究でも、同様の結論が出ている2012年、中国のソーシャルメディア、ウェブサイトの検閲率を調査した結果も同じで、削除される可能性の高い用語のトップ20のうち、3つは「法輪功」または「法輪大法」とその類似表現である
中国のインターネット検閲に対抗するため、北米に在住する法輪功学習者は、オンライン検閲と監視を回避するソフトウェアを開発した。

## 拷問と超法規的殺人

### 再教育
弾圧においては法輪功学習者への「再教育」または「転化（転向）」が重視されている。転化とは「法輪功への信仰を撤回するまで、学習者に対し様々な物理的・心理的な強制手段を講じ、イデオロギーを再形成させるプロセス」と説明されている。
この「転化」は通常、刑務所、強制収容所、再教育センター、その他の収容施設で行われる。2001年、中国当局は法輪功学習者は誰ひとり信仰を放棄させるための強制措置を免れないと命じた。最も活動的な者は強制収容所に直接送られ「そこでまず、殴るなどの拷問で『壊される』」。ほかの元囚人たちは、法輪功学習者の「転化」声明を引き出すために「どんな手段も行き過ぎではない」と看守に言われたとし、法輪功からの転化を拒否した学習者は拘束中に殺されることもあると証言した。
法輪功学習者が法輪功をやめる「保証」、法輪功との一切の関係を断つ約束、自分の行動や考え方を批判する2つの自己批判文書、法輪功の教義を批判するという5つの文書に署名すると、転化が成功したとみなされる。署名した学習者はさらに、聴衆の前で法輪功の中傷をさせられる。この様子は撮影され、宣伝活動の一環として国営メディアにより使用される場合もある。いくつかの収容所では、法輪功を完全に放棄したことを証明するために、他の法輪功学習者に肉体的な虐待を加えるなど、転化に加担させられる。
法輪功学習者の「転化」は、中央共産党の「610オフィス」からの指示で行われている。地方政府や拘置所の担当者はノルマが課せられている。ノルマを達成することは、昇進や金銭的な報酬に結びつき、政府が設定した目標を達成した役人には「潤沢なボーナス」が与えられ、達成できなかった役人には降格の可能性がある。

### 拘束中の拷問と虐待
転化目標を達成するために、政府は法輪功学習者に対して、電気ショックや殴打などの拷問を組織的に使用することを許可していた。アムネスティ・インターナショナルは、「『再教育』に応じない抑留者は、より厳しい拷問やその他の虐待の方法にさらされる」と報告している。「優しい」な方法として、睡眠剥奪、家族への脅迫、トイレの使用拒否などが行われる。その後虐待は、殴打、24時間の監視、独房、電気警棒によるショック、吊り下げ、強制摂食、性的虐待、拷問台や「虎の椅子」による拷問などにエスカレートしていく。
2000年以降、国連の拷問に関する特別報告者は、中国での314件の拷問を記録し、1160人以上の個人を対象としていた。報告された拷問事件の66％は法輪功学習者に対するものであった。特別報告者は、拷問疑惑を「悲惨」と表現し、中国政府に「囚人の処遇に関する標準最低規則に従い、被拘禁者の生命と身体を保護するために直ちに措置を講じる」よう要請した

### 超法規的殺人

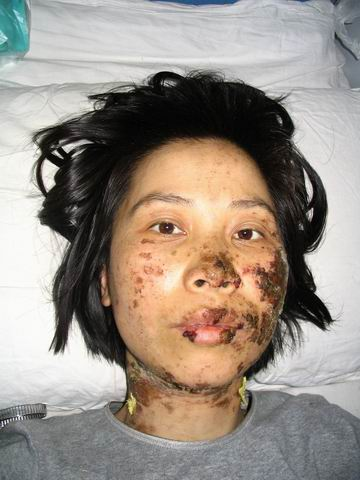
遼寧省の法輪功学習者・ 高蓉蓉（GaoRongrong）は2005年に拘留中に拷問を受けた

法輪大法情報センターによると、3700人以上の法輪功学習者が、信仰を放棄することを拒否した後、拘束中の拷問や虐待で死亡したという。アムネスティ・インターナショナルは、この数字は「多くの遺族が法的救済を求めたり、海外に伝えたりしないため、（この数字は）実際の数のごく一部にすぎない」可能性があると指摘している。
欧米の報道機関が最初に報じた拷問死は、山東省の退職した工場労働者、陳子秀のものだった。ピューリッツァー賞を受賞した法輪功迫害に関する記事の中で、イアン・ジョンソンは、強制収容所の警備員が法輪功を放棄させようとして、陳にスタンガンでショックを与えたと報告した。拒否すると、「役人は陳に雪の中を裸足で走るよう命じた。2日間の拷問で、彼女の足があざだらけになり、短い黒髪は膿と血でぐちゃぐちゃになっていた…彼女は嘔吐して、倒れてしまった。二度と意識を取り戻すことはなかった」。陳は2000年2月21日に亡くなった。
2005年6月16日、遼寧省の会計士である37歳の高蓉蓉は、拘留中に拷問され死亡した亡くなる2年前、高は龍山強制収容所に収監され、電気ショック棒で拷問を受けた。彼女は収容所の2階の窓から飛び降りて脱出したが、焼けただれた顔の写真が公開されてからは、再逮捕の対象となった。2005年3月6日に再び身柄を拘束され、わずか3ヵ月後に殺害された
2008年1月26日、北京の治安当局は、人気歌手の于宙と妻の許那を公演の帰りに呼び止めた。42歳の于宙は身柄を拘束され、ひどい拷問により11日後に死亡した

### 強制臓器摘出
2006年、中国の臓器移植産業に臓器を供給するため、多くの法輪功学習者が殺害されたという疑惑が浮上した。この疑惑を受けて、カナダの元国務長官デービッド・キルガーと人権派弁護士デービッド・マタスが調査を行った。2006年7月、キルガー・マタス報告書は、「2000年から2005年までの6年間に行われた41,500件の臓器移植の出所は説明がつかない」とした上で、「具体的な数は不明ではあるが、1999年以降、中国政府と国内至る所の機関、特に病院や拘置所、民間法廷が、大量の法輪功の良心の囚人を殺害した」と結論づけた。
キルガー・マタス報告書   は、中国では臓器の入手までの待ち時間が非常に短いことに注意を喚起している。肝臓移植の場合、カナダでは平均32.5ヶ月かかるのに対し、中国では1〜2週間である 。このことは臓器が需要に応じて調達されていることを示している。中国で年間臓器移植件数が大幅に増加したのは1999年で、法輪功への迫害が始まったのもこの年である。中国では自発的な臓器提供が非常に少ないにもかかわらず、年間の臓器移植件数は世界で2番目に多い。キルガーとマタスは、中国の移植センターのウェブサイトで、生きているドナーからの臓器をすぐに入手できることを宣伝している証拠資料や、病院が移植希望者に法輪功の臓器を入手できることを伝えた電話インタビューの記録も提示した。2009年、両氏は最新の報告書を書籍として出版した。キルガーはさらに2016年、追加の調査として、680ページに及ぶ報告書を公開した

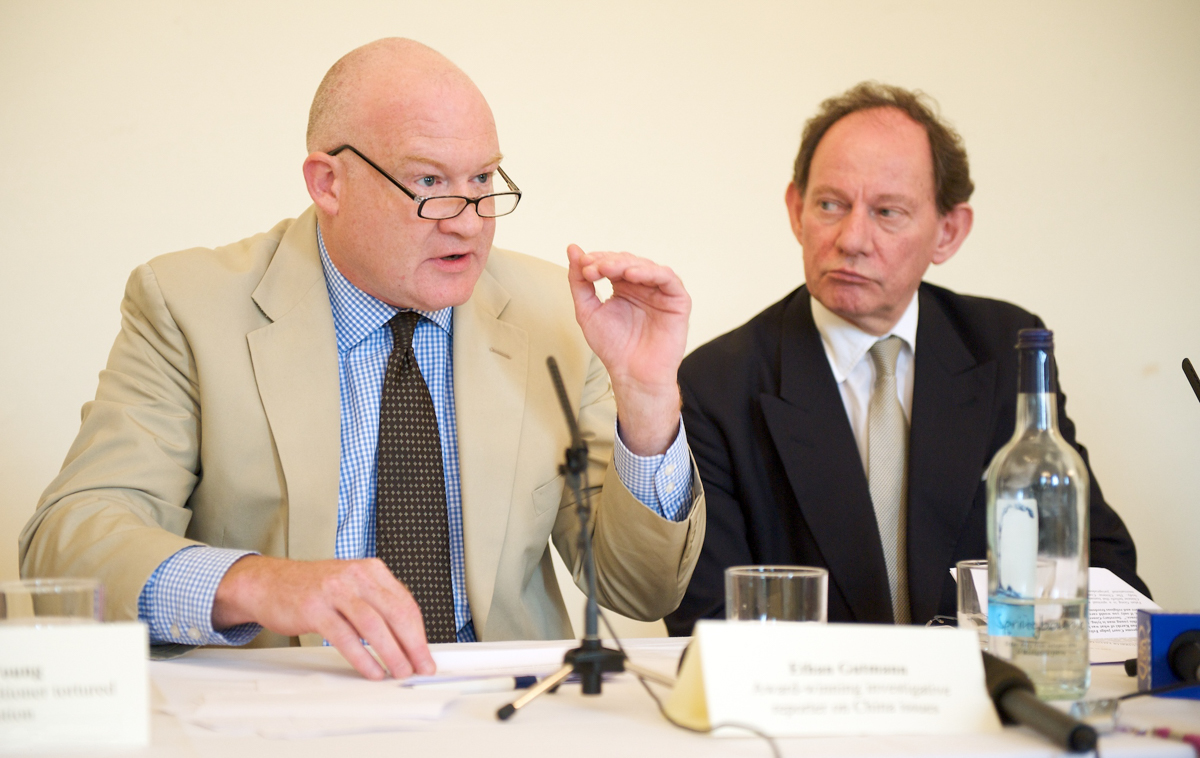
2009年外国記者会見でのエドワードマクミランスコットとイーサンガットマン（左）

2014年、ジャーナリストのイーサン・ガットマンは独自の調査結果を発表した。彼は中国の強制収容所や刑務所に収容されていた元被収容者や、中国の移植行為を知る元治安幹部や医療関係者に広範なインタビューを行った。ガットマンは、政治犯からの臓器摘出は1990年代に新疆ウイグル自治区で始まり、その後全国に広がった可能性が高いと報告している。2000年から2008年の間に、約6万4000人の法輪功学習者が臓器のために殺された可能性があるとガットマンは推定している。
2016年には、マタス、キルガー、ガットマンらが共同で新たな報告書を発表し、中国で実施されている臓器移植の数はこれまで考えられていたものよりもはるかに多く、不正な臓器摘出による死亡者は150万人にも上る可能性があると結論付けた。789ページに及ぶ報告書は、中国の数百の移植病院の記録を分析したものである
2005年12月と2006年11月、中国の衛生副大臣は、移植のために死刑囚から臓器を摘出する行為が広く行われていることを認めたしかし、中国政府は、法輪功学習者の臓器が摘出されていることを否定し、中国は提供者の書面による同意なしに人間の臓器を販売することを禁止する世界保健機関の原則を遵守していると主張している
2008年5月には、2人の国連特別報告者が中国当局に対して、疑惑への適切な回答と、2000年以降に急増した臓器移植で使われた臓器の供給源について説明するよう、改めて要請した。
2019年6月、ロンドンで設立された、中国における良心の囚人からの臓器狩りを調査する民衆法廷が、法輪功学習者は中国で臓器のために殺害され続けていると述べた。同法廷は、中国では少なくとも20年以上にわたって強制的な臓器摘出が行われているという明確な証拠があると主張している。中国はこの告発を繰り返し否定し、2015年に死刑囚からの臓器使用をやめたと主張している。しかし同法廷の弁護士や専門家は、投獄された法輪功学習者が強制摘出の「主要なターゲットである可能性がある」として、この行為が依然継続していると断言している

## 中国国外での迫害
中国共産党の法輪功弾圧は海外の中国人コミュニティまでおよび、その手段はメディアの利用、法輪功学習者へのスパイ活動や監視、学習者への嫌がらせや暴力、外国政府への外交圧力、海外のウェブサイトのハッキングなどが含まれる。オーストラリアのシドニーにある中国領事館に勤めていた亡命者によると、「法輪功との戦いは、中国の在外公館の主要な任務の一つ」である。
2004年、米国下院は、中共の関連機構による米国内の法輪功学習者への攻撃を非難する決議を全会一致で可決した。この決議は、中共関係者が「米国内の地元選出議員に圧力をかけ、法輪功への支援を拒否または撤回させた」こと、法輪功の広報担当者が家に侵入されたこと、大使館や領事館の外で平和的な抗議行動に従事していた人が身体的に暴行を受けたことなどを報告した。
海外での法輪功対策は、中国華僑事務局（OCAO）が発行した文書に記載されている。2007年に行われたOCAOの国家、省、市レベルの責任者会議の報告書は、「海外での反法輪功闘争を統合する」と述べている。OCAOは、海外にいる中国人に対して、「党の路線、党の指導原則、党の政策を断固として実行し、参加すること」、「海外の法輪功、民族分離主義者、台湾独立活動家に対する闘争を積極的に強化すること」を呼びかけている。海外での活動に関与している党・国家の組織には、OCAOのほか、国家安全部 、610オフィス 、人民解放軍などがある。

## 国際社会の対応
法輪功への迫害は、政府や非政府組織から国際的に大きな注目を集めている。アムネスティ・インターナショナルやヒューマン・ライツ・ウォッチなどの人権団体は、中国での学習者に対する拷問や不正な扱いの報告に深刻な懸念を示し、また、国連や各国の政府に対して、迫害に終止符を打つために介入するよう求めている。
米国議会は、中国国内外での法輪功学習者に対する弾圧の即時中止を求める複数の決議を採択し 、法輪功学習者への迫害の即時終了を求めている。
2012年7月12日の集会で、下院外交委員会の委員長イリアナ・ロス・レイティネンは、オバマ政権に対し、法輪功学習者への弾圧を含む中国指導部の人権犯罪に立ち向かうよう求め、民主主義と人権の支持者が、この虐待に対し声を上げることで、連帯と支援を示し続けることが不可欠だ」と述べた。

2012年、生命倫理学者アーサー・キャプラン教授は次のように述べた。
彼らは囚人を使っていて、比較的健康で、比較的若い囚人を必要としています。臓器のために殺される人の中に、法輪功（学習者）がいることは、想像に難くないでしょう。なぜなら、臓器の供給源として高齢者も重病の人も適しません。法輪功の人たちは、若くて健康な人が多いのです。もし彼らが学習者を臓器の供給源としていないなら、（逆に）私は驚きます
2008年、イスラエルは臓器の販売と仲介を禁止する法律を可決した。この法律により、イスラエル国民が中国で移植を受ける際に健康保険制度を通じた資金援助は終了した